# Solanum immite
Solanum immite är en potatisväxtart som beskrevs av Michel Félix Dunal. Solanum immite ingår i släktet skattor som ingår i familjen potatisväxter. Inga underarter finns listade i Catalogue of Life.